# Рожественський Борис Миколайович
Бори́с Микола́йович Роже́ственський  (14 грудня 1874, Перм — †11 січня 1943) — український учений у галузі агрономії, член Всесоюзної академії сільськогосподарських наук імені Леніна (з 1935).

## Біографія
1893 року закінчив Віленську гімназію, поступив до Ново-Олександрійського інституту сільського господарства і лісівництва.
У 1897 році стає завідувачем дослідної ділянки в господарстві Олексіївка Наталчиного маєтку (Харківська губернія).
В 1901–1902 роках працює в мережі дослідних полів, Всеросійське товариство цукрозаводчиків — роз'їзний помічник завідувача мережею.
Працював на Іванівській дослідній станції (1902–1907), в Українському науково-дослідному інституті рослинництва (Харків) і Харківському сільськогосподарському інституті (1931–1941; з 1934 професор).
1909 організував Харківську селекційну станцію, якою керував упродовж 18 років.
У 1913 році очолював станцію і відділ рільництва.
Праці з питань угноєння, методики дослідної праці тощо.